# Miloš Obrenović
Miloš Obrenović (serbi: Милош Обреновић)  (Gornja Dobrinja, 7 de març de 1780 (Julià) - Belgrad, 14 de setembre de 1860 (Julià)) ciríl·lic serbi: Милош Обреновић; 18 de març de 1780 - 26 de setembre de 1860) va néixer Miloš Teodorović (Милош Теодоровић), príncep de Sèrbia de 1815 a 1839 i de 1858 a 1860. Participà en el Primer aixecament serbi i va liderar els serbis en el segon aixecament serbi i va fundar la Casa d'Obrenović. Sota el seu govern, Sèrbia es va convertir en un principat autònom dins de l'Imperi otomà. Príncep Miloš va dictaminar autocràticament, refusant-se permanentment de compartir el poder. Durant el seu mandat, va ser l'home més ric de Sèrbia i un dels més rics dels Balcans.
Fill del camperol Tescho (Teodor), que s'havia casat amb Vischnja la qual era vídua d'Obrens von Brusnica, serví, en qualitat de servent, junt amb els seus germans Jovan i Jevrem a casa dels seus germanastres Jakov i Milà, i el 1804 s'adherí al moviment revolucionari dels serbis acabdillats per György Czerny. En morir el seu germanastre Milà, el qual era comandant en cap dels districtes de Rudnik, Poschega i Uschice, fou el seu successor i afegí al seu nom, Miloš, el d'Obrenović.
En una invasió dels turcs el 1813, resistí tan valerosament i assolí tal superioritat, que obligà l'enemic a concedir una amnistia general i a ell la dignitat de príncep dels districtes de Poschega, Kragujevac i Rudnik. El 1815 Sèrbia es revoltà de nou comandada per Miloš. Al signar-se la pau el 1816 fou reconegut cap de Sèrbia pels turcs i després d'ordenar la mort de Czerny (6 de novembre de 1817), fou elegit príncep de Sèrbia pels knesos i l'alt clero. El 1827 l'Assemblea Nacional sèrbia, reunida Kragujevac ratificà el dret hereditari a favor de la seva família i ho confirmà el sultà el 15 d'agost de 1830. El 1834 prengué el títol d'Altesa.

## Govern de Miloš
En el seu govern fou prudent, però cruel, i després de diverses revolucions dels serbis es va veure obligat, el 13 de juny de 1839, va renunciar en favor del seu fill Milà (n. 1819 i m. 1839) la sobtada mort d'aquest feu que regnés el seu altre fill, Mihailo. Miloš va viure empresonat fins al 1848 a Viena i després en les seves possessions de Valàquia. Malgrat de les seves grans despeses per a recuperar el tron, especialment en ser foragitat d'aquest el seu fill Mihailo (7 de setembre de 1842), no donaren altra resultat que algunes petites insurreccions. Destronat Alexander Karađorđević, de bell nou fou cridat Miloš per ocupar el tron (23 de desembre) de 1858 i el seu nomenament confirmat per Turquia el 12 de desembre de l'any següent. El 26 de setembre de 1860, el succeí el seu fill Mihailo III Obrenović.